# Diphlebia coerulescens
Diphlebia coerulescens là loài chuồn chuồn trong họ Philogangidae. Loài này được Tillyard mô tả khoa học đầu tiên năm 1913.

## Hình ảnh

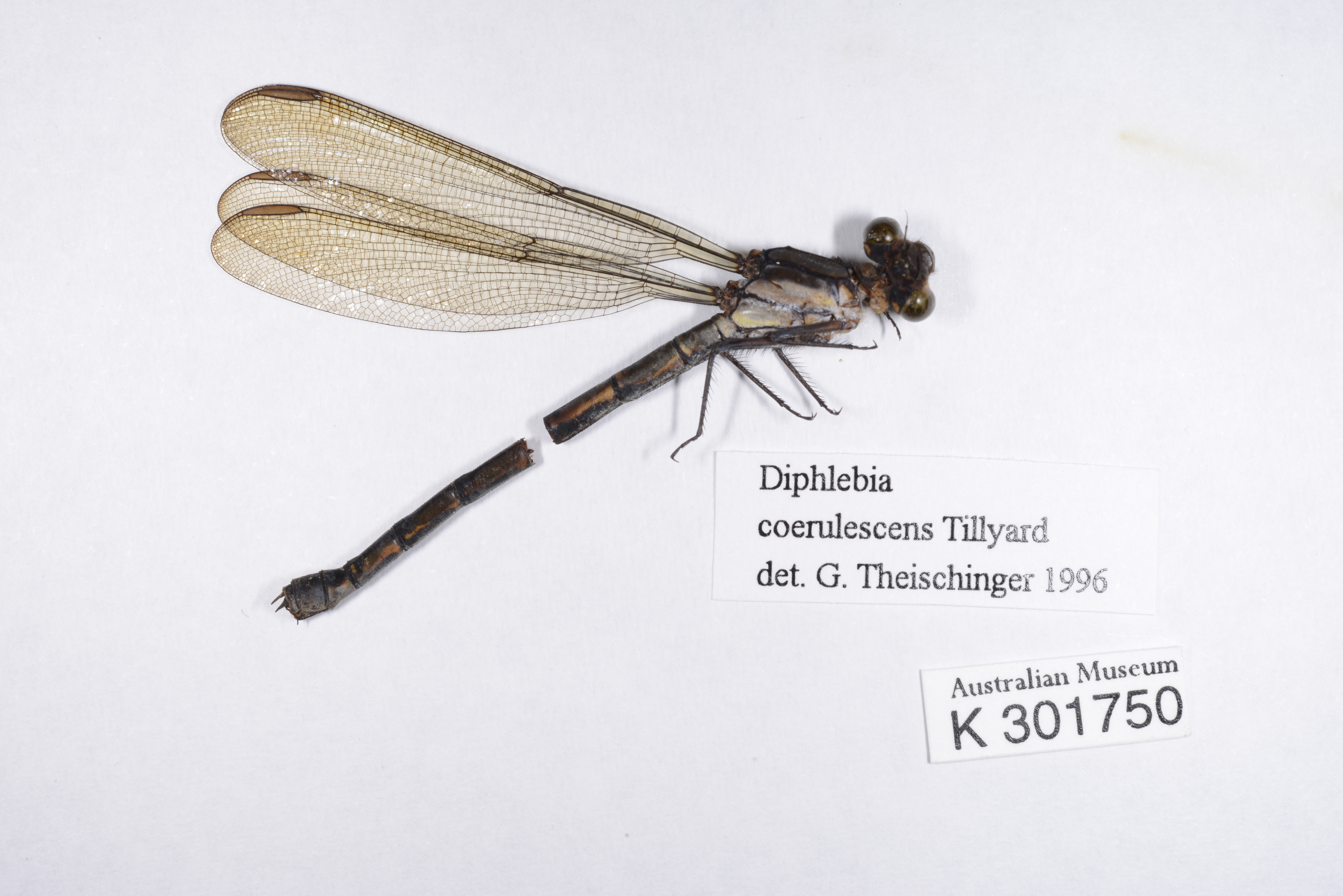